# Acre (Brésil)
Pour les articles homonymes, voir Acre.
L'Acre (AC) (prononcé en portugais : [ˈakɾi]) est un État brésilien situé dans la Région Nord. Il doit son nom à la rivière qui baigne sa capitale Rio Branco, le Río Acre. Il est bordé au nord et à l'est par l'Amazonas, à l'est par Rondônia, au sud par la Bolivie et à l'ouest par le Pérou. Il se trouve sur les contreforts des Andes. En 2019, l'État, qui compte 0,42 % de la population brésilienne, est responsable de 0,2 % du PIB du pays,,,.
Il a une superficie de 152 189 km2, divisés entre 22 municipalités et compte environ 829 619 habitants (2017).
L'Acre est la dernière partie du territoire brésilien à avoir été incorporée au pays. Il se sépare de la Bolivie et finalement, après trois brefs épisodes où l'Acre est indépendant, s'incorpore à la jeune République brésilienne le 25 février 1904, comme un territoire fédéral. Il acquiert le statut d'État en 1962.
L'intense activité d'extraction, qui a atteint son apogée au siècle passé, y a attiré des Brésiliens de tous les autres États, formant une population mélangée de gens du Sud, de São Paulo, du Nord et d'Indigènes. Le transport est surtout fluvial quand les pluies interdisent l'accès à la route principale, la BR 364.

## Étymologie
Le nom de la rivière Río Acre a été étendu au territoire en 1904 et à l'État en 1962 ; il pourrait provenir d'un mot tupi, a'kir ü « rivière verte », ou de a'kir, du mot ker, « dormir », « se reposer » ; mais presque certainement une déformation de Aquiri, le mot que les explorateurs de la région utilisaient pour donner Umákürü, ou Uakiry, un mot du dialecte Ipurinã.

## Histoire
L'Acre fut la dernière portion importante du territoire à être incorporée au Brésil. Ses premiers occupants furent les peuples indigènes Kulina-pano et Kaxinawá. Par les traités coloniaux, dont le traité de Madrid le 13 janvier 1750, l'Acre faisait partie de la Bolivie et une petite partie en était revendiquée par le Pérou. Sur les anciennes cartes boliviennes, l'Acre était désigné comme « Tierras no descubiertas » : terres non découvertes. En 1867, le traité d'Ayacucho fixa sa frontière entre le Brésil et la Bolivie sur les rivières Beni et Mamoré.
En 1877, une grande sécheresse au Nordeste brésilien provoqua un mouvement de populations attirées par le caoutchouc vers l'actuel Acre. De son côté, la Bolivie ne l'avait pas occupé parce que sa principale activité économique était l'extraction minière (or et argent) et que les migrants boliviens s'installaient sur leur propre territoire pour l'exploitation du caoutchouc.
Ces conflits d'intérêts vont provoquer la guerre de l'Acre qui s'achèvera par l'annexion de ce territoire par le Brésil.

Sceau de la première République de l'Acre (1899).

Luiz Galvez Rodrigues de Aria dirigea une expédition en 1899-1900 dont le but était de prendre le contrôle de ce territoire bolivien. Il s'autoproclama président d'une République de l'Acre le 14 juillet 1899, mais cette sécession ne dura que jusqu'en mars 1900. Une deuxième tentative de mise sur pied d'une République de l'Acre ne dura que quelques semaines, en novembre-décembre 1900.
Pour reconquérir le territoire, en 1899, la Bolivie fonde un siège administratif à effets fiscaux : Puerto Alonso (aujourd'hui Porto Acre, au Brésil). Vu l'innocuité de cette mesure, la Bolivie remit, en 1901, le territoire entre les mains d'un groupe américain, la Bolivian Trading Company, ou Bolivian Syndicate, pour le développer avant de le récupérer. Les Brésiliens qui y étaient installés résistent par les armes. En 1902, José Plácido de Castro appuyé par l'État d'Amazonas, forme une troupe qui s'empara de Xapuri et déclara l'indépendance de la région.
Le 17 novembre 1903, la guerre s'achève par la signature du traité de Petrópolis entre le Brésil et la Bolivie, négocié par José Maria da Silva Paranhos Júnior, futur baron de Rio Branco. Le Brésil achète le territoire pour 2 millions de livres sterling, indemnise le Bolivian Syndicate et s'engage à construire une ligne de chemin de fer Madeira-Mamoré pour donner un accès pour la Bolivie à l'Atlantique. En huit ans, le gouvernement fédéral récupère sa mise par les impôts sur le caoutchouc.
Le 25 février 1904, l'Acre devient Territoire fédéral (région directement administrée par le pouvoir central).
Vu le déclin du caoutchouc, l'exploitation du bois devint la principale activité. L'activité économique revint seulement entre 1940 et 1950.
Le territoire gagna le statut d'État en 1962. Pauvre et isolé, l’Acre fut longtemps une terre marginale, donnant lieu à de multiples trafics.
L'Acre a été un bastion de la gauche brésilienne entre les années 1990 et 2010. Le Parti des travailleurs (PT) y détenait la plupart des leviers du pouvoir : gouverneur, députés et sénateurs, maires, assemblées locales. La protection de la forêt amazonienne a été élevée au rang de priorité durant cette période : les autorités investissent dans le tourisme et les industries durables, comme le latex ou la noix, et la déforestation chute de 65 % entre 1998 et 2007. Les programmes sociaux développés avec l'aide de l’État fédéral après l'élection de Luiz Inácio Lula da Silva à la présidence (2002) ont significativement amélioré le niveau de vie : au cours de la décennie 2000, le PIB de l’État triple, l’espérance de vie passe de 66 à 71 ans. L’État se convertit cependant en bastion de la droite radicale à la fin des années 2010, votant massivement pour Jair Bolsonaro lors de l'élection présidentielle de 2018.

### Gouverneurs
| Période | Période  | Identité                   | Étiquette | Qualité |
| ------- | -------- | -------------------------- | --------- | ------- |
| 1991    | 1992     | Edmundo Pinto              | PDS       |         |
| 1992    | 1994     | Romildo Magalhães da Silva | PSC       |         |
| 1995    | 1998     | Orleir Messias Cameli      | PPB       |         |
| 1999    | 2006     | Jorge Viana                | PT        |         |
| 2007    | 2010     | Binho Marques              | PT        |         |
| 2011    | 2018     | Tião Viana                 | PT        |         |
| 2019    | En cours | Gladson Cameli             | P         |         |

## Économie
Avant l'effondrement des prix du latex, l'Acre a été un grand producteur. Chico Mendes est connu pour avoir créé le premier syndicat de seringueiros (ouvriers récoltant le latex). Il a été assassiné par des éleveurs propriétaires terriens. Il a contribué à créer plusieurs réserves forestières où les populations locales peuvent continuer à vivre des produits non ligneux et de cultures ou élevages sur une faible partie des réserves autorisées à un défrichement limité.
La participation de l'Acre au PIB du Brésil est aujourd'hui modeste (0,2 %).
Les principales activités économiques sont :
- agriculture et élevage : 5 % du PIB de l'État
- industrie : 20 %
- services : 75 %

## Démographie et aspects sociaux
(source: IBGE (Institut brésilien de géographie et statistiques: recensement 2000)

### Composition ethnique
Lors du recensement de la population, la personne interrogée définit elle-même le groupe ethnique auquel elle appartient.
En 2006, la population de l'Acre était composée de :
- 28,2 % de mulâtres
- 3,0 % de noirs,
- 1,3 % de jaunes,
- 65,2 % de blancs,
- 1,4 % d'indigènes et
- 0,9 % d'appartenance non-déclarée.

Les noms des groupes ethniques sont donnés par les autorités brésiliennes.
Si le Portugais est la langue parlée par l'ensemble de la population, environ 40 % des habitants ont une bonne connaissance de la langue espagnole, l'état étant frontalier avec le Pérou et la Bolivie.

### Religions
Sur le plan religieux, la population de l'État se compose comme suit :
- 68,4 % de catholiques
- 20,3 % d'évangéliques
- 0,4 % de témoins de Jéhovah
- 0,3 % d'adeptes du spiritisme
- 0,2 % de mormons
- 0,2 % qui suivent les traditions indigènes
- 0,1 % d'autres protestants
- 0,3 % d'autres religions et
- 9,7 % sans religion

### Alphabétisation
Ne tenant compte que de la population de plus de cinq ans (481 081 personnes), le pourcentage d'individus alphabétisés en fonction de l'ethnie ou la couleur est de :
99,3 % du total de la population alphabétisée dont :
- 85 % des blancs
- 99 % des noirs
- 99,5 % des jaunes
- 98 % des mulâtres
- 79 % des indigènes
- 99 % de ceux qui n'ont pas défini leur appartenance ethnique.

Outre le portugais, 35 % de la population parle ou comprend l'espagnol.

## Environnement

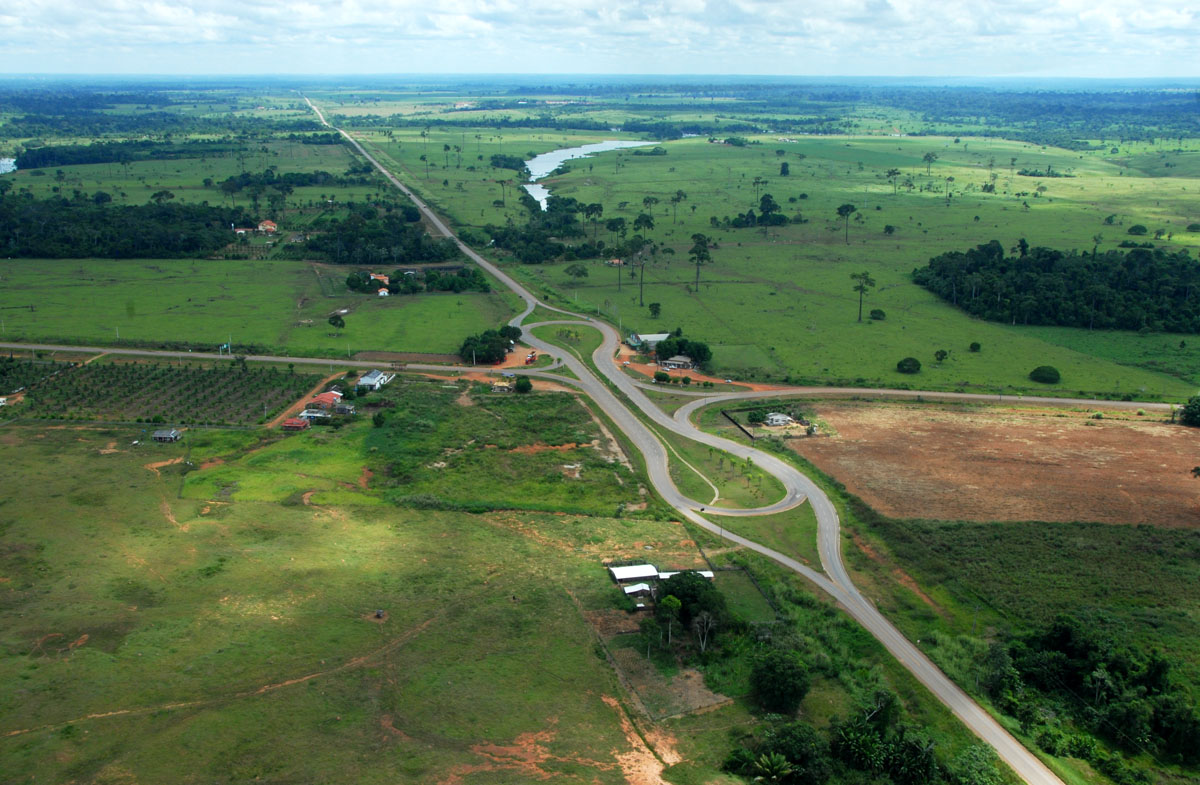
Paysage de l'Acre.

L'Acre est le théâtre de conflits entre les défenseurs de l'environnement et les propriétaires défendant l'exploitation sans limites. Le meurtre du défenseur de la nature et syndicaliste Chico Mendes le 22 décembre de 1988 eut une répercussion nationale. Les seringueiros de Xapuri, terre de Chico Mendes ont obtenu en 2002 la reconnaissance du Conseil de maniement florestal (PSC) pour la qualité de leur exploitation de la forêt. Cependant, le déboisement atteint 60 % dans certaines régions.
La forêt nationale de São Francisco se troue dans l'Acre.
La capitale de l'État est Rio Branco.
Les principales villes de l'État sont Cruzeiro do Sul, Feijó, Sena Madureira, Tarauacá et Senador Guiomard.